# Сміт-Рівер (Каліфорнія)
Сміт-Рівер (англ. Smith River) — переписна місцевість (CDP) в США, в окрузі Дель-Норте штату Каліфорнія. Населення — 906 осіб (2020).

## Географія
Сміт-Рівер розташований за координатами 41°55′26″ пн. ш. 124°8′52″ зх. д. / 41.92389° пн. ш. 124.14778° зх. д. (41.923802, -124.147825).  За даними Бюро перепису населення США в 2010 році переписна місцевість мала площу 10,32 км², з яких 10,28 км² — суходіл та 0,04 км² — водойми.

### Клімат
| Клімат : Сміт-Рівер     | Клімат : Сміт-Рівер | Клімат : Сміт-Рівер | Клімат : Сміт-Рівер | Клімат : Сміт-Рівер | Клімат : Сміт-Рівер | Клімат : Сміт-Рівер | Клімат : Сміт-Рівер | Клімат : Сміт-Рівер | Клімат : Сміт-Рівер | Клімат : Сміт-Рівер | Клімат : Сміт-Рівер | Клімат : Сміт-Рівер | Клімат : Сміт-Рівер |
| Показник                | Січ.                | Лют.                | Бер.                | Квіт.               | Трав.               | Черв.               | Лип.                | Серп.               | Вер.                | Жовт.               | Лист.               | Груд.               | Рік                 |
| Абсолютний максимум, °C | 26,7                | 28,3                | 28,3                | 33,3                | 37,2                | 38,3                | 38,9                | 38,3                | 39,4                | 35,6                | 29,4                | 26,1                | 39,4                |
| Середній максимум, °C   | 12,8                | 13,3                | 14,4                | 15,6                | 17,2                | 19,4                | 20,0                | 20,0                | 20,0                | 18,3                | 14,4                | 13,3                | 16,6                |
| Середня температура, °C | 9,2                 | 9,4                 | 10,0                | 11,1                | 12,8                | 14,7                | 15,6                | 15,8                | 15,3                | 13,6                | 10,8                | 9,2                 | 12,3                |
| Середній мінімум, °C    | 5,6                 | 5,6                 | 5,6                 | 6,7                 | 8,3                 | 10,0                | 11,1                | 11,7                | 10,6                | 8,9                 | 7,2                 | 5,0                 | 8,0                 |
| Абсолютний мінімум, °C  | −6,1                | −4,4                | −1,7                | −0,6                | 0,0                 | 2,8                 | 3,9                 | 5,0                 | 3,9                 | 0,0                 | −2,2                | −8,3                | −8,3                |
| Норма опадів, мм        | 284                 | 266                 | 244                 | 145                 | 92                  | 46                  | 13                  | 26                  | 50                  | 133                 | 269                 | 305                 | 1873                |
| ----------------------- | ------------------- | ------------------- | ------------------- | ------------------- | ------------------- | ------------------- | ------------------- | ------------------- | ------------------- | ------------------- | ------------------- | ------------------- | ------------------- |
| Джерело:                |                     |                     |                     |                     |                     |                     |                     |                     |                     |                     |                     |                     |                     |

## Демографія
Згідно з переписом 2010 року, у переписній місцевості мешкало 866 осіб у 315 домогосподарствах у складі 222 родин. Густота населення становила 84 особи/км².  Було 363 помешкання (35/км²).
Расовий склад населення:
| - 61,0 % — білих - 6,8 % — корінних американців - 0,6 % — азіатів - 0,1 % — чорних або афроамериканців - 27,0 % — осіб інших рас |

До двох чи більше рас належало 4,5 %. Частка іспаномовних становила 33,8 % від усіх жителів.
За віковим діапазоном населення розподілялося таким чином: 30,8 % — особи молодші 18 років, 56,8 % — особи у віці 18—64 років, 12,4 % — особи у віці 65 років та старші. Медіана віку мешканця становила 34,8 року. На 100 осіб жіночої статі у переписній місцевості припадало 92,0 чоловіків;  на 100 жінок у віці від 18 років та старших — 91,4 чоловіків також старших 18 років.
Середній дохід на одне домашнє господарство  становив 47 097 доларів США (медіана — 42 944), а середній дохід на одну сім'ю — 51 475 доларів (медіана — 31 750). За межею бідності перебувало 27,8 % осіб, у тому числі 29,2 % дітей у віці до 18 років та 15,1 % осіб у віці 65 років та старших.
Цивільне працевлаштоване населення становило 229 осіб. Основні галузі зайнятості: публічна адміністрація — 29,7 %, освіта, охорона здоров'я та соціальна допомога — 18,8 %, виробництво — 15,3 %, будівництво — 13,5 %.